# Hooked on a Feeling
Hooked on a Feeling ist ein von Mark James geschriebener Pop-Song des amerikanischen Sängers B. J. Thomas.
Vom Stück existieren mehrere Cover, unter anderem von der schwedischen Rock-Band Blue Swede, deren Version Platz eins in den Vereinigten Staaten im Jahr 1974 erreichte.

## Coverversionen
- 1971 veröffentlichte der englische Musiker Jonathan King ein Cover des Songs und fügte die Dschungelgesänge „Ooga Chaka“ hinzu. Er bezeichnete dies als „einen Reggae-Rhythmus durch Männerstimmen“. Seine Version erreichte Platz 23 der UK-Singlecharts im November 1971.[1]
- 1974 gab die schwedische Rockgruppe Blue Swede[2] mit Björn Skifs als Lead-Sänger eine Interpretation des „Ooga Chaka“ heraus. Ihre Version erreichte Platz eins der Charts in den Vereinigten Staaten.
- Im Jahr 1978 erreichte das Cover der kanadischen Country-Sängerin Carroll Baker Platz eins der RPM-Landeshits.[3]
- 1997 veröffentlichte David Hasselhoff eine Version von Hooked on a Feeling auf dem gleichnamigen Album.[4]
- 1999 sang Vonda Shepard (aus der TV-Serie Ally McBeal) den Song.
- 2013 sang B. J. Thomas Hooked on a Feeling im Duett mit Sara Niemietz[5] auf seinem Album The Living Room Sessions. Das Album enthält neue Interpretationen von vielen seiner größten Hits.

## Sonstiges
Die Blue-Swede-Version wurde im 2014 erschienenen Spielfilm Guardians of the Galaxy verwendet, was zu einem rasanten Anstieg für den Verkauf der Aufnahme führte. Außerdem erreichte der Soundtrack des Films die Spitze der Billboard 200 Charts im August 2014.
Im Jahr 2015 nutzte das Baseball-Team Toronto Blue Jays die Interpretation von Blue Swede in einem Werbespot zusammen mit dem neu erworbenen David Price und Troy Tulowitzki.